# Авторское право

Символ авторского права

А́вторское пра́во — институт гражданского права, регулирующий правоотношения, связанные с созданием и использованием (изданием, исполнением, показом и т. д.) произведений науки, литературы или искусства, то есть объективных результатов творческой деятельности людей в этих областях. Также под защиту авторского права подпадают программное обеспечение и базы данных, которые приравниваются к литературным произведениям и сборникам, соответственно.
Авторское право включает как неимущественные (моральные) права автора, которые неотъемлемы и действуют бессрочно, так и имущественные права на использование произведения, которые автор может передавать другим лицам.
Английский термин копира́йт © (англ. copyright, от «копировать» и «право») в английском языке обозначает имущественное авторское право, то есть право копировать, воспроизводить.
Срок защиты имущественных прав в большинстве стран зависит от продолжительности жизни автора и составляет 70 лет после его смерти, после чего произведение переходит в общественное достояние.

## История авторского права
История авторского права берёт своё начало с прав и привилегий, представляемых авторам художественные литературные произведения в Средние века с дальнейшим развитием и совершенствованием системы на протяжении нескольких столетий.

## Субъекты авторского права
Первоначальным субъектом авторского права всегда является «физическое лицо, творческим трудом которого создано» произведение науки, литературы или искусства, а также другая интеллектуальная собственность — автор. Ему принадлежит весь комплекс авторских прав — личные неимущественные права и исключительное право (имущественное право) на использование произведения в любой форме и любым не противоречащим закону способом. Лицо, указанное в качестве автора на оригинале или экземпляре произведения, считается его автором, если не доказано иное (презумпция авторства).
Субъектами авторского права также являются лица, обладающие исключительным правом на произведение, которое перешло к ним от автора по различным основаниям (в силу закона или в силу договора). Такие субъекты называются правообладателями. Такими правообладателями могут быть:
- различные предприятия (издательства, радио- и телекомпании и т. д.), приобретающие исключительное право на использование произведения[6][7]
- работодатели: если произведение создано служащим, работающим по найму, то исключительное право на произведение возникает, как правило, у нанимателя[6][7];
- заказчики, в случае создания произведения по договору заказа[6][7];
- наследники автора или иного обладателя авторского права (авторское право наследников ограничено определённым сроком, который начинает действовать после смерти автора, а также в ряде случаев и по объёму)[6][7].

Ещё одним специфическим субъектом авторского права являются организации, управляющие имущественными правами авторов на коллективной основе. В зарубежных странах данные организации получили широкое распространение.
Правообладатель (автор или его правопреемник) для оповещения о принадлежащем ему исключительном праве на произведение вправе использовать знак охраны авторского права, который помещается на каждом экземпляре произведения и состоит из следующих элементов:
1. ©, латинской буквы «C» в окружности;
2. имени или наименования правообладателя;
3. года первого опубликования произведения.

Например:
© Иванов И. И., 2006
Такой формат оповещения был установлен Всемирной (Женевской) конвенцией об авторском праве 1952 года. К настоящему времени оно имеет чисто информационный характер. В некоторых странах, например в США, указание ложной информации в оповещении (copyright notice) преследуется законом.
Использование охранной символики является правом автора, а не его обязанностью. Это значит, что никто не вправе использовать без разрешения автора его произведения, даже если на них нет охранной маркировки.

## Субъективные авторские права
Субъективные авторские права могут быть условно разделены на две группы: личные неимущественные права и имущественные права. Условность этого деления обусловлена различием источников и концепций авторского права в странах общего права (англ. common law) и континентальной системы права.
В странах общего права так называемые моральные права (англ. moral rights являются калькой французского правового понятия фр. droits moraux) это совсем не то же самое, что личные неимущественные права в континентальном праве. Общее право развивалось на основе свободы права собственности (хотя англ. Property — это только указание на неопределённый круг обязанных лиц, противостоящих управомоченному, а также на возможность отчуждения права или по крайней мере договорного отказа от его осуществления). Поэтому property распространяется не только на одни вещи. Моральные права тоже, скорее, property. В связи с этим автор может взять на себя обязательства впредь моральные права не осуществлять.

### Личные неимущественные авторские права
Личные неимущественные права (также обозначены в Бернской конвенции как «моральные права») включают в себя:
- право признаваться автором произведения (право авторства);
- право использовать или разрешать использовать произведение под подлинным именем автора, псевдонимом либо без обозначения имени, то есть анонимно (право на имя);
- право обнародовать или разрешать обнародовать произведение в любой форме (право на обнародование), включая право на отзыв, право на защиту произведения, включая его название, от всякого искажения или иного посягательства, способного нанести ущерб чести и достоинству автора (право на защиту репутации автора).

Неимущественные авторские права действуют бессрочно. В России они могут принадлежать только физическому лицу и являются неотчуждаемыми, то есть их нельзя передать другому лицу.

### Исключительное право на произведение
Автору произведения или иному правообладателю принадлежит исключительное право использовать произведение в любой форме и любым не противоречащим закону способом (исключительное право на произведение). Использованием произведения независимо от того, совершаются ли соответствующие действия в целях извлечения прибыли или без такой цели, считается, в частности:
1. воспроизведение произведения, то есть изготовление одного и более экземпляра произведения или его части в любой материальной форме, в том числе в форме звуко- или видеозаписи, изготовление в трёх измерениях одного и более экземпляра двухмерного произведения и в двух измерениях одного и более экземпляра трёхмерного произведения. При этом запись произведения на электронном носителе, в том числе запись в память ЭВМ, также считается воспроизведением, кроме случая, когда такая запись является временной и составляет неотъемлемую и существенную часть технологического процесса, имеющего единственной целью правомерное использование записи или правомерное доведение произведения до всеобщего сведения;
2. распространение произведения путём продажи или иного отчуждения его оригинала или экземпляров;
3. публичный показ произведения, то есть любая демонстрация оригинала или экземпляра произведения непосредственно либо на экране с помощью плёнки, диапозитива, телевизионного кадра или иных технических средств, а также демонстрация отдельных кадров аудиовизуального произведения без соблюдения их последовательности непосредственно либо с помощью технических средств в месте, открытом для свободного посещения, или в месте, где присутствует значительное число лиц, не принадлежащих к обычному кругу семьи, независимо от того, воспринимается произведение в месте его демонстрации или в другом месте одновременно с демонстрацией произведения;
4. импорт оригинала или экземпляров произведения в целях распространения;
5. прокат оригинала или экземпляра произведения;
6. публичное исполнение произведения, то есть представление произведения в живом исполнении или с помощью технических средств (радио, телевидения и иных технических средств), а также показ аудиовизуального произведения (с сопровождением или без сопровождения звуком) в месте, открытом для свободного посещения, или в месте, где присутствует значительное число лиц, не принадлежащих к обычному кругу семьи, независимо от того, воспринимается произведение в месте его представления или показа либо в другом месте одновременно с представлением или показом произведения;
7. сообщение в эфир, то есть сообщение произведения для всеобщего сведения (включая показ или исполнение) по радио или телевидению (в том числе путём ретрансляции), за исключением сообщения по кабелю. При этом под сообщением понимается любое действие, посредством которого произведение становится доступным для слухового и (или) зрительного восприятия независимо от его фактического восприятия публикой. При сообщении произведений в эфир через спутник под сообщением в эфир понимается приём сигналов с наземной станции на спутник и передача сигналов со спутника, посредством которых произведение может быть доведено до всеобщего сведения независимо от его фактического приёма публикой. Сообщение кодированных сигналов признаётся сообщением в эфир, если средства декодирования предоставляются неограниченному кругу лиц организацией эфирного вещания или с её согласия;
8. сообщение по кабелю, то есть сообщение произведения для всеобщего сведения по радио или телевидению с помощью кабеля, провода, оптического волокна или аналогичных средств (в том числе путём ретрансляции). Сообщение кодированных сигналов признаётся сообщением по кабелю, если средства декодирования предоставляются неограниченному кругу лиц организацией кабельного вещания или с её согласия;
9. перевод или другая переработка произведения. При этом под переработкой произведения понимается создание производного произведения (обработки, экранизации, аранжировки, инсценировки и тому подобного). Под переработкой (модификацией) программы для ЭВМ или базы данных понимаются любые их изменения, в том числе перевод такой программы или такой базы данных с одного языка на другой язык, за исключением адаптации, то есть внесения изменений, осуществляемых исключительно в целях функционирования программы для ЭВМ или базы данных на конкретных технических средствах пользователя или под управлением конкретных программ пользователя;
10. практическая реализация архитектурного, дизайнерского, градостроительного или садово-паркового проекта;
11. доведение произведения до всеобщего сведения таким образом, что любое лицо может получить доступ к произведению из любого места и в любое время по собственному выбору (доведение до всеобщего сведения).

### Срок охраны имущественных прав
Срок действия исключительного права на произведение следует определять по законодательству государства, в котором «испрашивается охрана».
Международные договоры в сфере авторского права устанавливают минимальные сроки охраны исключительных (экономических) прав. Так, согласно ст. 7(1) Бернской конвенции по охране литературных и художественных произведений, срок охраны составляет всё время жизни автора и пятьдесят лет после его смерти.
Существует выраженная тенденция к увеличению срока защиты исключительных прав в разных странах мира, в том числе и в России.
В соответствии с частью 4 Гражданского кодекса Российской Федерации (вступившей в действие 1 января 2008 года) статьёй 1281, исключительное право на произведение действует в течение всей жизни автора и семидесяти лет, считая с 1 января года, следующего за годом смерти автора (за исключением отдельных особо оговорённых случаев). По прошествии этого срока произведение становится общественным достоянием.

## Объекты авторского права
Согласно статье 1259 Гражданского кодекса Российской Федерации — это произведения науки, литературы и искусства независимо от достоинств и назначения произведения, а также от способа его выражения.
Часть произведения (в том числе название произведения или его персонаж), если по своему характеру она может быть признана самостоятельным результатом творческого труда автора и выражена в объективной форме (см. виды объектов авторского права), также является объектом авторского права.
Авторское право распространяется как на обнародованные, так и на необнародованные произведения, существующие в какой-либо объективной форме:
- письменной (рукопись, машинопись, нотная запись и так далее);
- устной (публичное произнесение, публичное исполнение и так далее);
- изображения (рисунок, эскиз, картина, план, чертёж, кино-, теле-, видео- или фотокадр и так далее);
- звуко- или видеозаписи (механической, магнитной, цифровой, оптической и так далее);
- объёмно-пространственной (скульптура, модель, макет, сооружение и так далее);

и других.
Самими объектами авторского права могут выступать:
- литературные произведения, в том числе драматические, музыкально-драматические, сценарные;
- хореографические произведения и пантомимы;
- музыкальные произведения с текстом или без текста;
- аудиовизуальные произведения (кино-, теле- и видеофильмы, слайдфильмы, диафильмы и другие кино- и телепроизведения);
- произведения живописи, скульптуры, графики, дизайна, графические рассказы, комиксы и другие произведения изобразительного искусства;
- произведения декоративно-прикладного и сценографического искусства;
- произведения архитектуры, градостроительства и садово-паркового искусства;
- фотографические произведения и произведения, полученные способами, аналогичными фотографии;
- географические, геологические и другие карты, планы, эскизы и пластические произведения, относящиеся к географии, топографии и к другим наукам;

и другие произведения.
К объектам авторского права также относятся:
- программы для ЭВМ (в том числе операционные системы), которые могут быть выражены на любом языке и в любой форме, включая исходный текст и объектный код;
- производные произведения (переводы, обработки, аннотации, рефераты, резюме, обзоры, инсценировки, аранжировки и другие переработки произведений науки, литературы и искусства);
- сборники (энциклопедии, антологии, базы данных) и другие составные произведения, представляющие собой по подбору или расположению материалов результат творческого труда;

Производные произведения и составные произведения охраняются авторским правом независимо от того, являются ли объектами авторского права произведения, на которых они основаны или которые они включают.
Не являются объектами авторского права:
- официальные документы государственных органов и органов местного самоуправления (законы, другие нормативные акты, судебные решения, иные материалы законодательного, административного и судебного характера), официальные документы международных организаций, а также их официальные переводы;
- государственные символы и знаки (флаги, гербы, ордена, денежные знаки и тому подобное);
- произведения народного творчества (фольклор), не имеющие конкретных авторов;
- сообщения о событиях и фактах, имеющие исключительно информационный характер (сообщения о новостях дня, программы телепередач, расписания движения транспортных средств и тому подобное).

Авторское право также не распространяется на идеи, концепции, принципы, методы, процессы, системы, способы решения технических, организационных и иных задач, открытия, факты, языки программирования.
Важным вопросом является вопрос о возможности авторского права на персонаж. Что касается России, то согласно пункту 7 ст. 1259 ГК РФ часть произведения и персонаж могут быть объектом авторского права. Также в пункте 4 ст. 1259 ГК РФ дан список объектов авторских прав, в которые входят персонажи, но только в том случае, если персонаж может быть признан «самостоятельным результатом творческого труда автора», который выражен в объективной форме и сохраняет свою узнаваемость, если используется отдельно от произведения. Персонажи книг, фильмов, видеоигр, если они известны и узнаваемы, привлекают повышенное внимание к товарам и услугам, в рекламе которых они используются. Это приводит к тому, что спрос на их коммерческое использование растет, и это приходится учитывать. Например, после съемки фильма «Зачарованная» (2007 год) киностудии Walt Disney Pictures, где совмещается игра живых актеров и нарисованных персонажей, изначально планировалось добавить Жизель (принцессу сказочного королевства), которую играла Эми Адамс, в ряд диснеевских принцесс. Однако в таком случае киностудии пришлось бы платить Эми Адамс за право использования её внешности в образе Жизели, поэтому было решено отказаться от этого.

### Авторское право и право собственности
Авторское право на произведение не связано с правом собственности на материальный носитель (вещь), в котором произведение выражено.
Переход права собственности на экземпляр произведения сам по себе не влечёт передачи каких-либо прав на само произведение, за исключением случаев отчуждения оригинала произведения (рукописи, оригинала произведения живописи, скульптуры и т. п.) его собственником, обладающим исключительным правом на произведение, но не являющимся автором (если договором не предусмотрено иное) или того случая, когда произведение изначально создавалось на заказ и стороны согласовали отчуждение исключительного права в момент передачи оригинала произведения.

## Свободное использование произведений

### Без согласия автора и без выплаты вознаграждения
1. Допускается без согласия автора и без выплаты авторского вознаграждения, но с обязательным указанием имени автора, произведение которого используется, и источника заимствования:
(в редакции Федерального закона от 18 декабря 2006 года № 230-ФЗ)
1. цитирование в оригинале и в переводе в научных, исследовательских, полемических, критических и информационных целях из правомерно обнародованных произведений в объёме, оправданном целью цитирования, включая воспроизведение отрывков из газетных и журнальных статей в форме обзоров печати;
2. использование правомерно обнародованных произведений и отрывков из них в качестве иллюстраций в изданиях, в радио- и телепередачах, звуко- и видеозаписях учебного характера в объёме, оправданном поставленной целью;
3. воспроизведение в газетах, передача в эфир или сообщение по кабелю для всеобщего сведения правомерно опубликованных в газетах или журналах статей по текущим экономическим, политическим, социальным и религиозным вопросам или переданных в эфир произведений такого же характера в случаях, когда такие воспроизведение, передача в эфир или сообщение по кабелю не были специально запрещены автором;
4. воспроизведение в газетах, передача в эфир или сообщение по кабелю для всеобщего сведения публично произнесённых политических речей, обращений, докладов и других аналогичных произведений в объёме, оправданном информационной целью. При этом за автором сохраняется право на опубликование таких произведений в сборниках;
5. воспроизведение или сообщение для всеобщего сведения в обзорах текущих событий средствами фотографии, путём передачи в эфир или сообщения для всеобщего сведения по кабелю произведений, которые становятся увиденными или услышанными в ходе таких событий, в объёме, оправданном информационной целью. При этом за автором сохраняется право на опубликование таких произведений в сборниках;
6. воспроизведение правомерно обнародованных произведений без извлечения прибыли рельефно-точечным шрифтом или другими специальными способами для слепых, кроме произведений, специально созданных для таких способов воспроизведения.

2. Допускается без согласия автора и без выплаты авторского вознаграждения предоставление во временное безвозмездное пользование библиотеками экземпляров произведений, введённых в гражданский оборот законным путём. При этом экземпляры произведений, выраженных в цифровой форме, в том числе экземпляры произведений, предоставляемых в порядке взаимного использования библиотечных ресурсов, могут предоставляться во временное безвозмездное пользование только в помещениях библиотек при условии исключения возможности создать копии этих произведений в цифровой форме.
3. Создание произведения в жанре литературной, музыкальной или иной пародии либо в жанре карикатуры на основе другого (оригинального) правомерно обнародованного произведения и использование этой пародии либо карикатуры допускаются без согласия автора или иного обладателя исключительного права на оригинальное произведение и без выплаты ему вознаграждения.

### Без согласия автора, путём репродуцирования
Допускается без согласия автора и без выплаты авторского вознаграждения, но с обязательным указанием имени автора, произведение которого используется, и источника заимствования репродуцирование в единичном экземпляре без извлечения прибыли:
1. правомерно опубликованного произведения библиотеками и архивами для восстановления, замены утраченных или испорченных экземпляров, предоставления экземпляров произведения другим библиотекам, утратившим по каким-либо причинам произведения из своих фондов;
2. отдельных статей и малообъёмных произведений, правомерно опубликованных в сборниках, газетах и других периодических изданиях, коротких отрывков из правомерно опубликованных письменных произведений (с иллюстрациями или без иллюстраций) библиотеками и архивами по запросам физических лиц в учебных и исследовательских целях.

### Объекты, размещённые в открытом доступе
Допускается без согласия автора и без выплаты авторского вознаграждения воспроизведение, передача в эфир или сообщение для всеобщего сведения по кабелю произведений архитектуры, фотографии, изобразительного искусства, которые постоянно расположены в месте, открытом для свободного посещения, за исключением случаев, когда изображение произведения является основным объектом таких воспроизведений, передачи в эфир или сообщения для всеобщего сведения по кабелю или когда изображение произведения используется для коммерческих целей.

## Свободное распространение защищённых авторским правом произведений
- Свободное программное обеспечение
- Свободная лицензия
- GNU FDL

## Защита авторских прав

### Нарушение авторских прав
Нарушение неимущественных авторских прав иногда называется плагиатом. В России плагиат, то есть присвоение авторства на произведение, может образовывать состав уголовного преступления (ст. 146 УК РФ).
Нарушение имущественных авторских прав называется контрафакцией или, в просторечии, «пиратством».
Невыплата авторского вознаграждения или неверно рассчитанная сумма авторского вознаграждения, или не вовремя выплаченное вознаграждение автору, авторам или наследникам автора или авторов также является нарушением авторских прав.

### Регистрация авторских прав
В соответствии со статьёй 1259 ГК РФ, для возникновения, осуществления и защиты авторских прав не требуется регистрация произведения или соблюдение каких-либо иных формальностей. В отношении программ для ЭВМ и баз данных возможна регистрация, осуществляемая по желанию правообладателя.
Однако на практике автор может столкнуться с необходимостью заранее обеспечить доказательства своих прав на объект интеллектуальной собственности, чтобы застраховать себя от потери или непризнания прав автора.
Основной метод предварительной защиты авторских прав — обеспечить себя доказательствами существования объектов авторских прав на определённую дату (защита приоритета). Наиболее популярными методами формирования таких доказательств являются: публикация произведения в открытых источниках (СМИ), депонирование в авторском обществе или юридической компании, нотариальное удостоверение даты и времени подписания экземпляра произведения, использование специальных Интернет-сервисов.
Но необходимо понимать, что все перечисленные механизмы не обеспечивают доказательства авторства. Они лишь позволяют подтвердить существование экземпляра произведения на установленную дату и сведения об авторе, указанном на экземпляре произведения.

### Регистрация произведений и депонирование
Не путать с регистрацией авторских прав
Для возникновения и осуществления своих прав автору не нужно совершать никаких формальностей. Принцип автоматической охраны объектов авторского и смежного права устанавливает как российское (ст. 1257 и п. 4 ст. 1259 ч. 4 Гражданского кодекса РФ), так и международное (Бернская конвенция об охране литературных и художественных произведений) законодательство. Исключения — программы для ЭВМ и базы данных, которые подлежат государственной регистрации по желанию правообладателя.
По отношению к прочим объектам авторского и смежного права говорить о «регистрации» авторского права некорректно. В некоторой степени её заменяет понятие «депонирование». Процедура заключается в загрузке цифровой копии любого объекта интеллектуальной собственности в базу в зашифрованном виде и записи информации об объекте в распределённый реестр IPChain (платформа управления правами на результаты интеллектуальной деятельности и средства индивидуализации, разработанная при участии Фонда «Сколково», ВОИС, РАО, РСП и других организаций). Депонирование чаще всего используется для фиксации авторства необнародованных произведений, поскольку, как и любой другой способ подтверждения авторских прав, не является доказательством собственно авторства, а лишь подтверждает наличие у конкретного лица на конкретную дату и время конкретного объекта интеллектуальной собственности. На задепонированный объект выдаётся свидетельство, которое содержит ряд идентификаторов и впоследствии может быть использовано в суде и досудебных спорах для подтверждения презумпции авторства.

## Авторское право в отдельных странах

### Индия
Первый закон об авторском праве был издан в колониальной Индии в 1914 году (калька с британского закона 1911 года) и действовал до 1957 года. По состоянию на 2010 год срок защиты авторского права ограничен 60 годами после смерти автора.
Индия является членом Бернской Конвенции, Всемирной Конвенции об авторском праве, Римская Конвенция и соглашение по торговым аспектам прав интеллектуальной собственности (ТРИПС).

### Китайская народная республика
Закон об авторском праве был издан ещё в Цинской империи 1910 году. При республике почти сразу (1915 год) его сменил новый закон об авторском праве, подтверждённый в 1928 году. В 1949 году власти КНР отменили все законодательство об авторских правах и долгое время такого понятия в стране не существовало. Только в 1984 году, в связи с выходом КНР в мировое сообщество, Министерство культуры приняло предварительные положения о защите авторских прав в книгах и периодике. В 1990 году в стране был принят Закон об авторском праве. В 1992—1993 годах КНР присоединилась к Всемирной конвенции об авторском праве и к Конвенции о защите прав фонограмм от несанкционированного воспроизведения. По состоянию на начало 2010-х годов срок действия авторского права в КНР составляет 50 лет после смерти последнего соавтора произведения.

## Критика законодательства об авторском праве
Несоразмерная длительность защиты авторских прав
- Привязка к сроку жизни автора ставит в неравные условия авторов-долгожителей и авторов, умерших в раннем возрасте[18][неавторитетный источник].
- Ранние произведения автора могут находиться под защитой до 150 лет (зависит от срока жизни), тогда как поздние — только 70 лет после смерти автора[19][неавторитетный источник].
- Патент на изобретение выдаётся только на 20-25 лет, тогда как авторское право защищается всю жизнь и 70 лет после смерти. Это ставит изобретателей и инженеров в неравные условия с авторами, находящимися под защитой авторского права[20][неавторитетный источник].
- В некоторых странах, в том числе и в России, компьютерные программы приравнены к литературным произведениям и имеют такие же сроки действия авторского права, при этом они быстрее устаревают.
- Большинство авторских прав принадлежит не авторам, а «правообладателям» — продюсерам, издателям, звукозаписывающим компаниям, — которые имели мало отношения к процессу непосредственного создания произведения[21].
- Если имущественное авторское право принадлежит юридическому лицу, срок защиты произведения всё равно исчисляется исходя из продолжительности жизни автора, которому оно больше не принадлежит[22][неавторитетный источник].
- Авторские права охраняются всю жизнь автора произведения, что ставит в неравные условия исполнителей и производителей фонограмм.
- Патентообладатели выплачивают деньги за патент, охрана «авторского права» предоставляется бесплатно[23][неавторитетный источник].

## Казусы авторского права
- Британская рок-группа The Verve записала один из своих хитов Bitter Sweet Symphony, использовав интерпретацию Эндрю Олдхема (первого менеджера Роллинг Стоунз) музыки The Rolling Stones из песни «The Last Time». The Verve вынуждены были перечислять все доходы от композиции компании ABKCO, владеющей правами на ранние песни The Rolling Stones[24].
- Пол Маккартни, утративший права на свои песни в составе «Битлз», вынужден был платить правообладателям, в числе которых был Майкл Джексон, за то, что исполняет на концертах собственные песни[25][26].
- США по обвинению в нарушении авторских прав изымали доменные имена неамериканских сайтов и пытались добиться экстрадиции их владельцев (не американцев) из других стран (Ким Дотком — Новая Зеландия, Ричард О'Двайер[англ.] — Великобритания). Блогер[кто?] отметил, что если при этом нарушения или их тяжесть рассматриваются только с точки зрения законов США, то публикация копии защищаемого в США произведения или ссылки на неё гражданином страны, в которой оно перешло в общественное достояние, на своём местном сайте с доменом .net может привести к его экстрадиции в США[27].